# حكمتستان
حكمتستان هي قرية في مقاطعة أصفهان، إيران. يقدر عدد سكانها بـ 21 نسمة بحسب إحصاء 2016.